# Lo Pensament Català
Lo Pensament Català fou una revista de caràcter literari, científic i eclesiàstic dirigida per Jacint Verdaguer i publicada a Barcelona des del 5 de maig de 1900 fins al 27 d'abril de 1902. La seva creació fou fruit del tancament d'una publicació anterior, La Creu del Montseny, també encapçalada per Verdaguer. Al llarg de la seva curta història Lo Pensament Català va apostar per la temàtica literària, l'assaig polític i filosòfic i els estudis sobre aspectes diversos de la realitat catalana, tal com ja havia fet La Creu del Montseny durant els seus darrer mesos de vida.
El reconegut impressor Jaume Puigventós, antic editor de La Veu de Catalunya abans que es convertís en diari, es posà a disposició de Jacint Verdaguer i els seus col·laboradors per exercir la funció d'editor-impressor de Lo Pensament Català. Així doncs la seu de la publicació s'instal·là a la impremta La Catalana, propietat de Jaume Puigventós, al carrer de Dormitori de Sant Francesc de Barcelona. Puigventós, gran admirador de l'obra de Mossèn Cinto, ja havia actuat com a impressor de dues obres seves: L'Atlàntida, apareguda a la revista L'Aureneta de Buenos Aires, i Roser de tot l'any, publicada a La Veu de Catalunya.
En el primer número de la publicació l'equip de redacció de Lo Pensament Català signà un editorial titular amb el nom Dues paraules no més. En aquest text tots els col·laboradors, encapçalats per Jacint Verdaguer, van realitzar una declaració d'intencions sobre el que serien els continguts de la revista. Els redactors es declaraven seguidors del bisbe Josep Torras i Bages, i continuadors de la seva obra i afirmaven voler fer una anàlisi de tots els elements que integren la nació catalana.
El format de la revista era semblant al de La Creu del Montseny (269x167 mm), mentre que a nivell de paginació la publicació comptava amb 12 pàgines a doble columna. Pel que fa al preu de l'exemplar, aquest ascendia fins als 15 cèntims.

## Antecedents
Lo Pensament Català fou una publicació que va néixer també com a continuació del setmanari catòlic i regionalista La Creu del Montseny. La Creu, nom amb què era conegut a l'època, va aparèixer el 1899 a Barcelona sota el lideratge de Verdaguer. Hi col·laboraren el folklorista Valeri Serra i Boldú i joves escriptors com Eugeni d'Ors, Jaume Bofill i Mates, Joan Costa i Déu, Xavier Viura i Rius, etc. Se’n van editar 58 números, fins que l'any 1900 es va veure obligada a tancar les portes a causa d'un enfrontament de la seva casa editora, la impremta Antoniana, amb la jerarquia eclesiàstica.
Pel que fa a format, La Creu del Montseny fou una publicació de dimensions mitjanes: 268x166 mm i 12 pàgines a dues columnes. El preu de venda era de deu cèntims mentre que la subscripció arreu dels Països Catalans ascendia a cinc pessetes l'any.

## L'aportació de Jacint Verdaguer
Tot i ser-ne el director Jacint Verdaguer va tenir una aportació decreixent a Lo Pensament Català degut al seu mal estat de salut. Mossèn Cinto va redactar un total de 25 composicions, 12 poesies i 13 proses. Es tractà d'una producció tenint en compte la delicada situació per la que passava Verdaguer i amb especial protagonisme de la prosa.

## Línia editorial
Els continguts bàsics de Lo Pensament Català foren l'assaig literari, polític i filosòfic, tots ells en clau catalanista. La secció política és encapçalada per l'advocat i escriptor Sebastià Farnés, qui amb una secció fixa D'ací y d'allá publicà un extens recull d'articles. La temàtica era variada però sempre comptava amb un to regeneracionista i amb un enfocament teòric que gairebé arribava al nacionalisme.
Destaquen també els temes bíblics i les reflexions filosòfiques sobre el Pròxim Orient escrites per Salvador Bové i Pere Màrtir Bordoy. Per altra banda Bové publica escrits de Bernat Metge.
En temàtica científica Lo Pensament Català destacava per la difusió de diferents estudis sobre disciplines com la geologia i la història. El geòleg i escriptor Norbert Font publicà diversos tractats sobre geologia que tingueren un reconeixement notable, mentre que la sèrie de notes històriques Notes històriques sobre el bisbat de Barcelona, de Josep Mas, fou un dels serials de més llarg recorregut. Per la constància en el seu treball destacaren els temes de costums, d'història i d'art religiosos de Ramon Nonat Comas. Valeri Serra i Boldú i Sebastià Farnés s'encarregaven també de la temàtica folklòrica.
Pel que fa a la literatura i a la crítica literària, Josep Bernad i Duran és el principal exponent de Lo Pensament Català. Les seves crítiques de teatre, els articles doctrinals i les notes bibliogràfiques Bernad i Duran mirarà de fer ombra a l'estètica modernista que està transformant la Barcelona de principis del segle xx.
Cal destacar que tot i l'amplitud de temes que tracta, Lo Pensament Català gairebé no entra s'implica en la problemàtica lingüística del moment tot i que sí que va unir-se a la publicació de fulletons. Concretament la revista de Jacint Verdaguer en va editar un total de cinc: Fiammeta de Boccaccio, Lo despertador de Catalunya, Memorial en defensa de la llengua catalana pera que's prediqui en ella a Catalunya, l'Aplech d'Estudis Biblichs y Orientals i Excursió desde'l carrer de l'Avellana a la torre del Seny de les hores de la catedral.

## La redacció i els col·laboradors
A diferència de La Creu del Montseny la revista Lo Pensament Català va estar en mans d'un grup reduït de redactors que s'encarregaven d'efectuar diversos papers. La revista donava més importància a la prosa i a l'assagística que als treballs més extensos, fet que justificava una plantilla més curta. A banda del lideratge de Verdaguer la revista la portaven Sebastià Farnés, dedicat als articles polítics i les notes de redacció, Salvador Bové i Pere Màrtir Bordoy i Torrents pels textos filosòfics i teològics i Josep Bernad Duran per la crítica literària. A excepció de Farnés, considerat com a teòric del catalanisme polític, la resta havia col·laborat ja a La Creu del Montseny.
A banda del nucli dur format per Jacint Verdaguer i aquests quatre redactors, la revista presentava dos grups diferents de col·laboradors. Els primers es dedicaven a la literatura, mentre que els segons conreaven la prosa no imaginativa, assagística o científica, sempre sota l'objectiu de desenvolupar la doctrina catalanista. En el primer grup hi destacaven sobretot poetes menors com Abril i Virgili, Bori i Fontestà, Novellas de Molins, Pius Sedó, Viada i Lluch o Antoni Taulet i Vilaplana. En el segon cal esmentar autors com Ramon N. Comas, Norbert Font i Sagué, Josep Mas, Xavier Viura, Valeri Serra i Boldu, Eveli Doria i Juli Delpont.
Al llarg de la història de Lo Pensament Català, la revista també va rebre articles de personatges d'àmbits diferents, tots ells reconeguts. Eugeni d'Ors, Morera i Galicia, Omar i Barrera, Manuel Rocamora, Manuel de Montoliu, Dolors Monserda, entre d'altres, també van nodrir les pàgines de la revista de Jacint Verdaguer en algun dels seus números.

## Desaparició
Després de publicar un total de 100 números, Lo Pensament Català tanca la seva edició amb Jacint Verdaguer ja en un estat de salut delicat. El motiu de tancament foren els problemes econòmics per cobrir les despeses d'impremta. Amb aquesta nota apareguda en l'últim número de la revista, publicat el 27 de abril de 1902, la redacció de Lo Pensament Català explicava les causes del seu tancament: "En vista de lo difícil que’ls hi es á la majoria dels subscriptors de fora de ciutat lo posarse al corrent ab aquesta Administració, y essent axó una de les causes que’l periódich no’s fassa ab la deguda regularitat y cuidado, suspendrém temporalment sa publicació, després de repartit lo present, últim del segon any de publicació".